# 켄드라 러스트
켄드라 러스트(Kendra Lust, 1978년 9월 18일 ~ )는 미국의 포르노 배우, 감독이다.